# Foameix-Ornel
Foameix-Ornel település Franciaországban, Meuse megyében. Lakosainak száma 228 fő (2022. január 1.). Foameix-Ornel Amel-sur-l’Étang, Étain, Fromezey, Gincrey, Morgemoulin és Senon községekkel határos.

## Népesség
A település népességének változása:
| Lakosok száma | 216  | 235  | 249  | 247  | 240  | 232  | 225  | 224  | 228  |
|               | 2013 | 2015 | 2016 | 2017 | 2018 | 2019 | 2020 | 2021 | 2022 |